# Lernaeomyzon elongata
Lernaeomyzon elongata – gatunek widłonoga z rodziny Chondracanthidae. Opisał go w 1822 roku francuski biolog Henri Marie Ducrotay de Blainville.